# Schönwies
Schönwies is een gemeente in het district Landeck in de Oostenrijkse deelstaat Tirol.

## Ligging
Schönwies ligt in het Oberinntal tussen Landeck en Imst, aan de oostelijke grens van het district Landeck. Door de uitstekende rotspartij van de burcht Kronburg is Schönwies gescheiden van het Landecker keteldal en kan het daardoor beter tot het dal ten westen van Imst worden gerekend. De bebouwing strekt zich hier met name uit over het nauwe dal ten zuiden van de Inn. Verder behoren tot de gemeente enkele buurtschappen op de hellingen rondom het hoofddorp en ook het op de noordelijke oever van de Inn gelegen dorp Starkenbach. De andere kernen zijn Bichlifelder, Siedlung, Oberhäuser, Dorf, Öde, Saurs, Ried, Grieshaus, Höfle, Lasalt, Obsaurs, Föhrenwaldsiedlung.
Het hoogste punt van de gemeente is de 2728 meter hoge top van de Bergwerkskopf, behorend tot de Lechtaler Alpen en gelegen ten noorden van het dorp Schönwies.

## Foto's

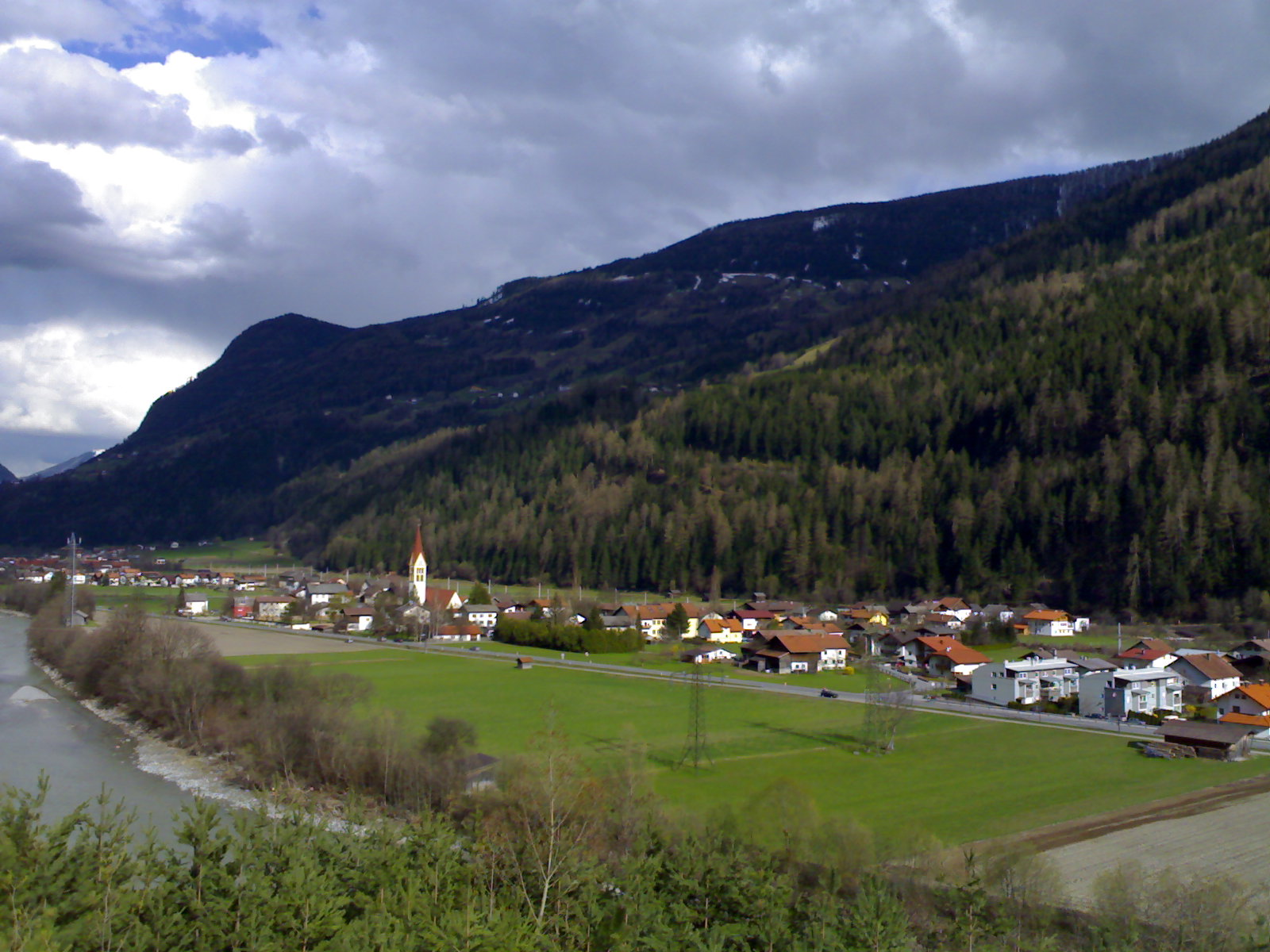
Schönwies, dorpszicht
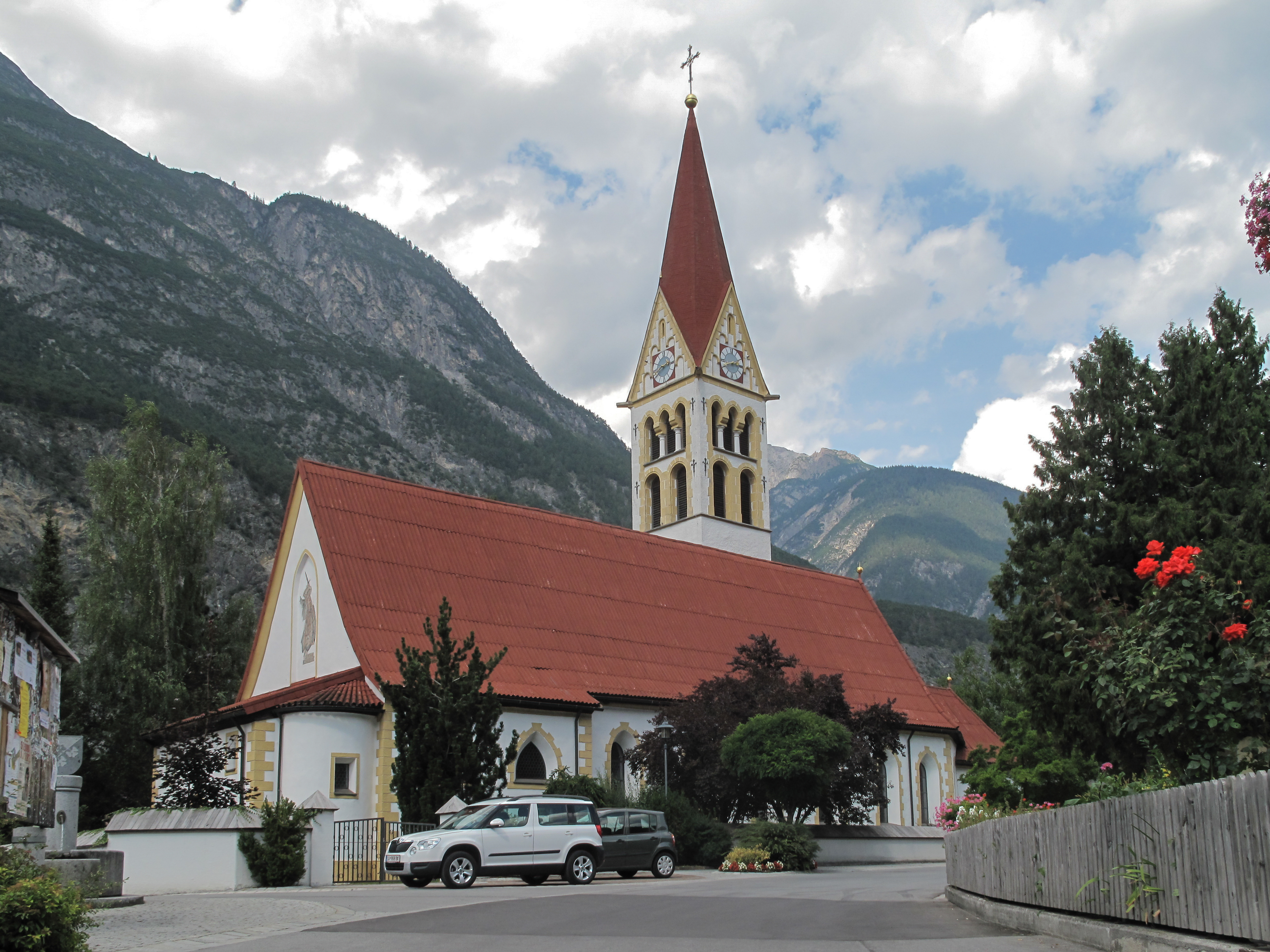
Schönwies, kerk: Pfarrkirche Sankt Michael
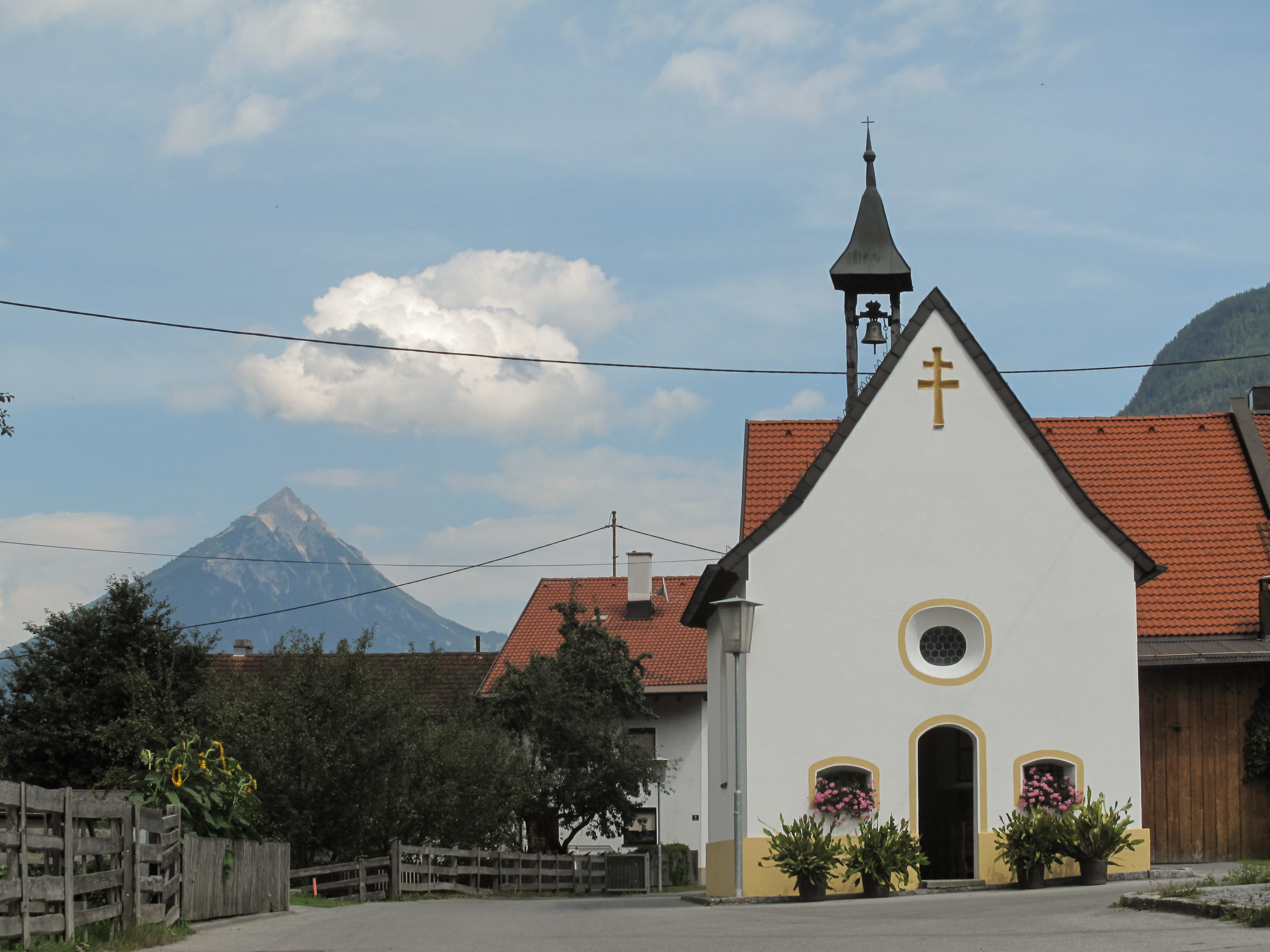
Schönwies, kapel
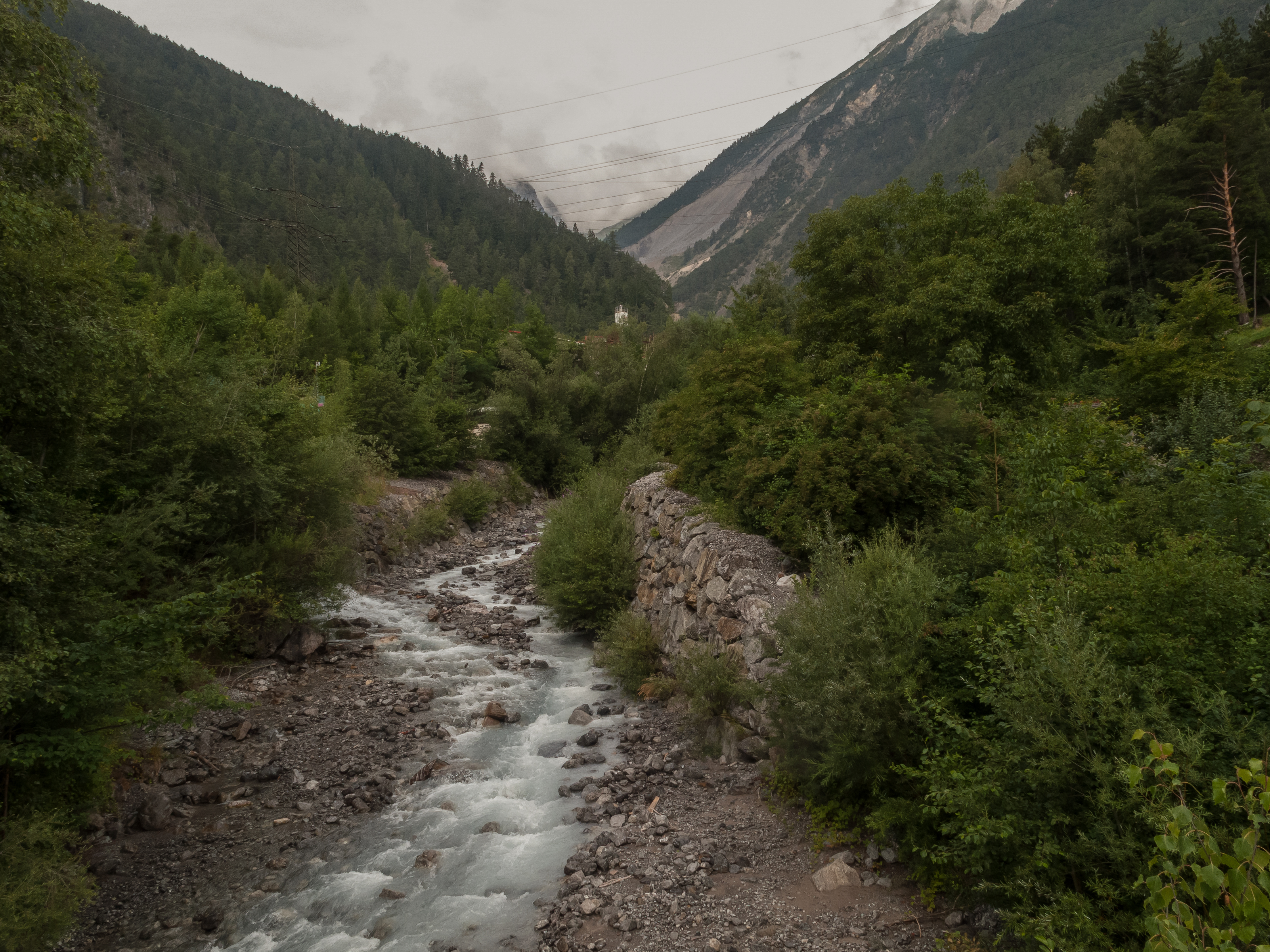
bij Starkenbach, beek
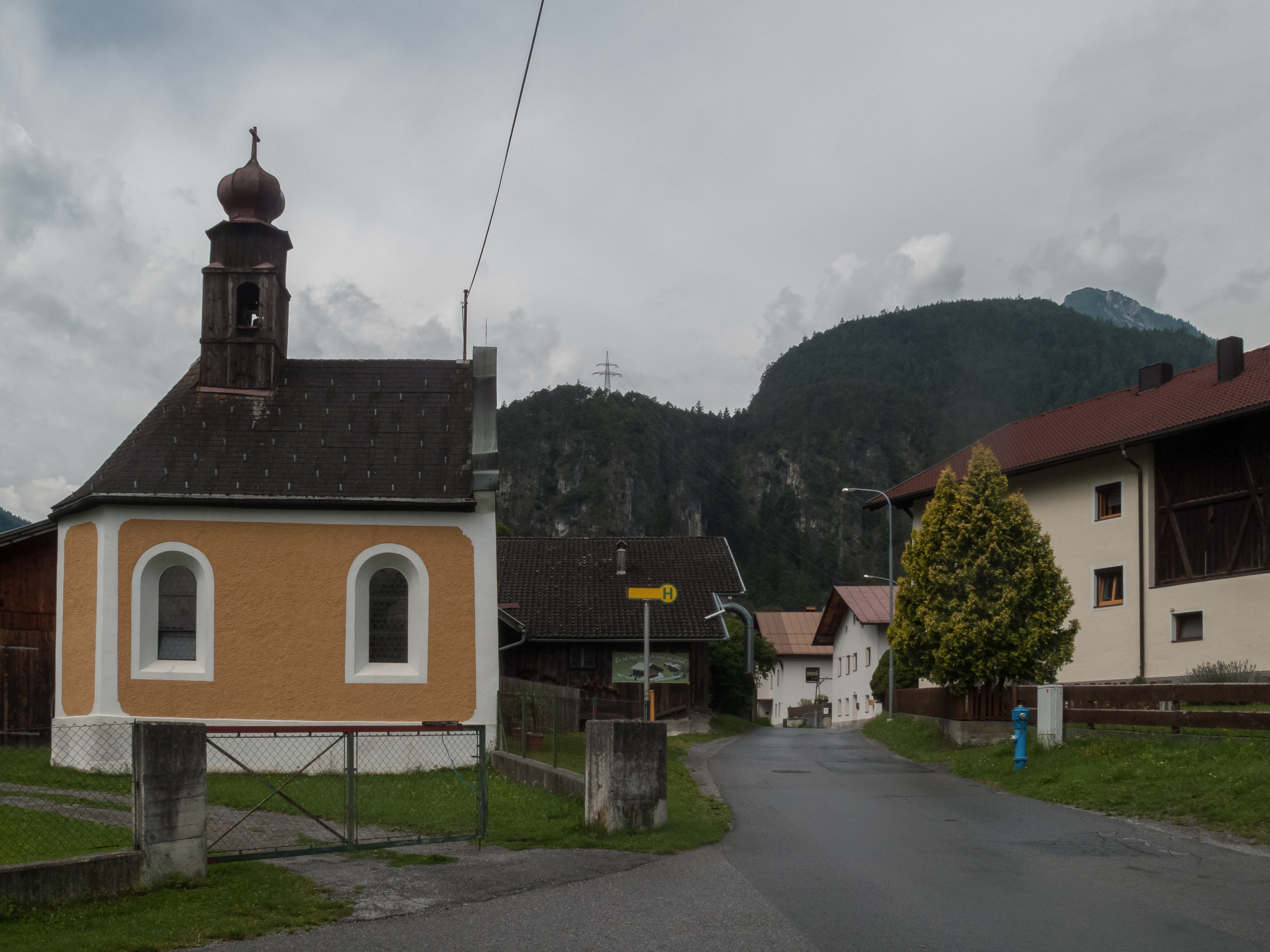
Starkenbach, kapel: Kapelle Sankt Laurentius und Heilige Kreuz
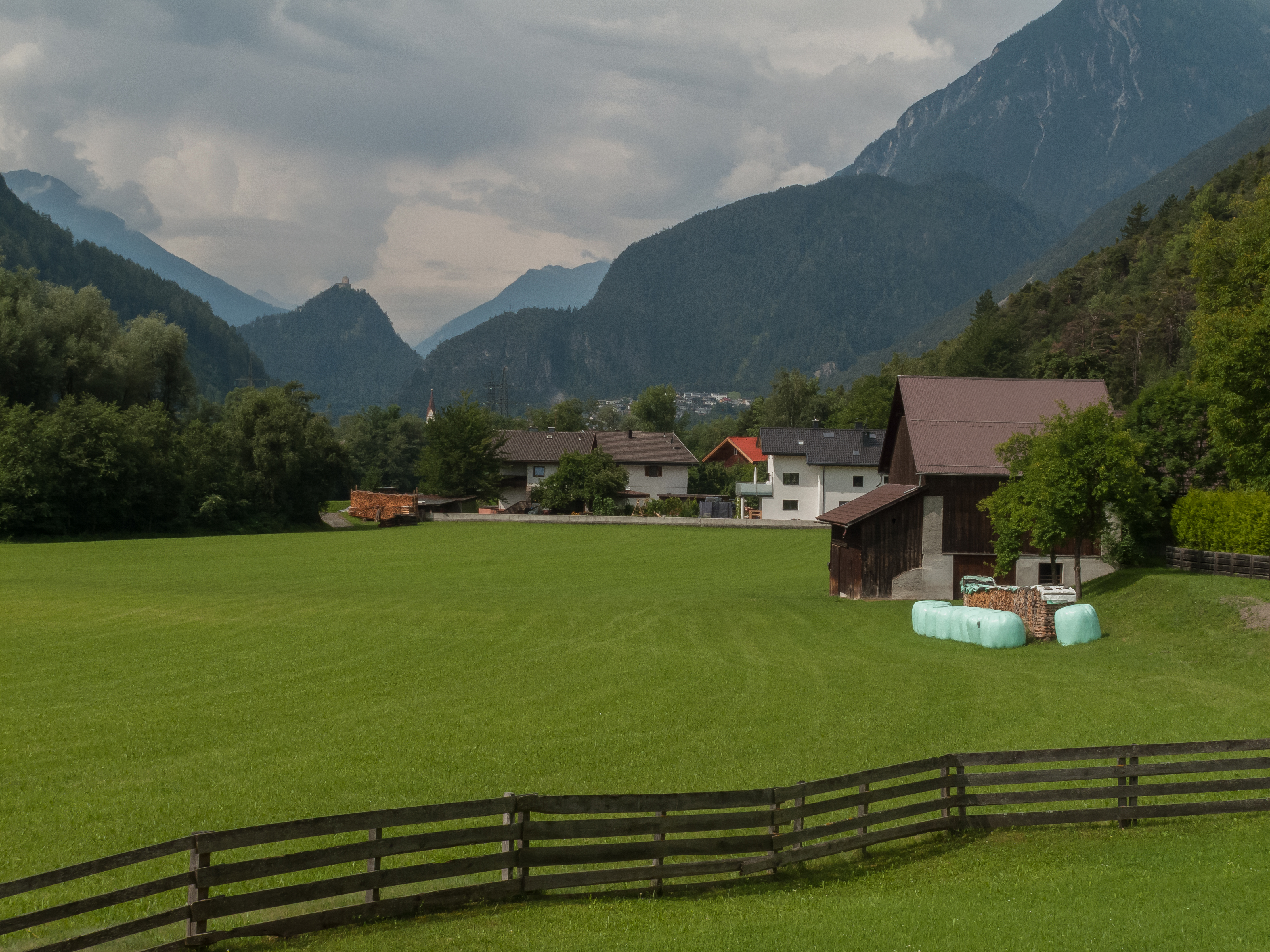
Grieshaus, dorpszicht

## Economie en infrastructuur
Uit het westelijke deel van de puinwaaier van de Starkenbach wordt kalksplit gewonnen. Vele inwoners van de gemeente zijn echter werkzaam buiten de gemeentegrenzen.
Schönwies ligt aan de Inntal Autobahn. Ook is de gemeente met een station op de Arlbergspoorlijn aangesloten.